# Vaux-sur-Morges
Vaux-sur-Morges is een gemeente en plaats in het Zwitserse kanton Vaud, en maakt deel uit van het district Morges.